# Xiao Kang Zhang

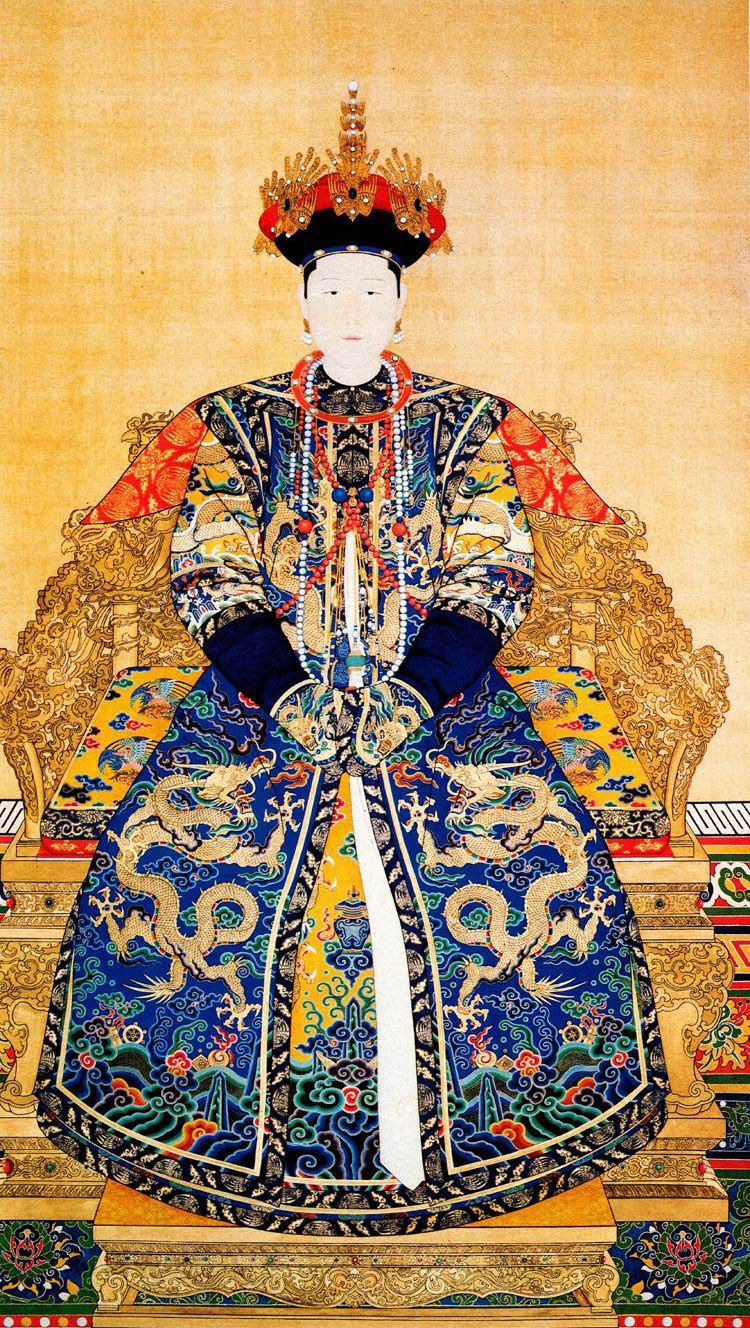
Xiao Kang Zhang

Keizerin Xiao Kang Zhang (Chinees: 孝康章皇后) (29 februari 1640 - Verboden Stad, 20 maart 1663) was een bijvrouw van keizer Shunzhi en moeder van keizer Kangxi. Beiden waren keizers van de Chinese Qing-dynastie.

## Familie achtergrond
Zij kwam van Mantsjoe Tungiya stam en was de dochter van Tung Tulai. Toch beweren sommigen historici dat zij van Han Chinese afkomst was.

## Biografie
Dame Tungiya werd geboren in het veertiende regeringsjaar van de Mantsjoekeizer Hong Taiji. Als jong meisje betrad zij de Verboden stad in Peking. Zij werd een bijvrouw van keizer Shunzhi die in 1643 keizer werd. In 1654 gaf dame Tungiya geboorte aan een zoon, prins Xuanye. In 1661 overleed keizer Shunzhi en werd haar 7 jaar oude zoon keizer. Omdat zij de moeder van de nieuwe keizer was werd zij vereerd met de titel keizerin-weduwe Cihe. De moeder zoon relatie was niet goed omdat zij hem niet opvoedde en ook zag zij hem niet vaak. Pas nadat haar zoon keizer werd kwamen zij enigszins in contact met elkaar. Dame Tungiya overleed echter nog geen twee jaar later.
Na haar dood kreeg zij de vereerde titel keizerin Xiao Kang Zhang en werd zij begraven in de Xiaoling mausoleum in Hebei.